# Ammotrechella stimpsoni
Ammotrechella stimpsoni är en spindeldjursart som först beskrevs av Putnam 1883.  Ammotrechella stimpsoni ingår i släktet Ammotrechella och familjen Ammotrechidae. Inga underarter finns listade i Catalogue of Life.